# Commandos (loạt trò chơi)
Biệt kích hay Commandos một loạt trò chơi điện tử chiến thuật thời gian thực định hướng lén lút. Năm trò chơi được phát hành từ năm 1998 đến 2006 đều được thiết lập trong chiến tranh thế giới thứ hai và theo dõi cuộc phiêu lưu của những đơn vị biệt kích Anh hư cấu. Mỗi nhiệm vụ được dựa trên các sự kiện lịch sử để tạo ra cốt truyện. Loạt trò chơi được sáng lập bởi nhà phát triển của Tây Ban Nha Pyro Studios và được phát hành bởi Eidos Interactive. Loạt trò chơi này đã bán được tổng cộng 3.3 triệu bản và kiếm được 41 triệu đô khi bán lẻ.

## Loạt trò chơi
| Năm  | Tên                                       | Thể loại                               | Nền tảng      | Nền tảng            |
| Năm  | Tên                                       | Thể loại                               | PC            | Console             |
| ---- | ----------------------------------------- | -------------------------------------- | ------------- | ------------------- |
| 1998 | Biệt kích: Phía sau chiến tuyến           | Đẳng cấp chiến thuật thời gian thực    | Windows       | Không có sẵn        |
| 1999 | Biệt kích: Vượt ra tiếng gọi của nhiệm vụ | Đẳng cấp chiến thuật thời gian thực    | Windows       | Không có sẵn        |
| 2001 | Biệt kích 2: Những người đàn ông can đảm  | Đẳng cấp chiến thuật thời gian thực    | Windows, OS X | PlayStation 2, Xbox |
| 2003 | Biệt kích 3: Điểm đến Berlin              | Đẳng cấp chiến thuật thời gian thực    | Windows, OS X | Không có sẵn        |
| 2006 | Biệt kích: Lực lượng tấn công             | Chiến thuật bắn súng góc nhìn thứ nhất | Windows       | PlayStation 2, Xbox |

Có tất cả năm trò chơi liệt kê ở đây theo thứ tự được ra mắt:

### Biệt kích: Phía sau chiến tuyến
Bài chi tiết: Biệt kích: Phía sau chiến tuyến
Biệt kích: Phía sau chiến tuyến hay Commandos: Behind Enemy Lines (CBEL) được ra mắt vào ngày 1 tháng 7 năm 1998. Nó được phát hành bởi Eidos Interactive và phát triển bởi Pyro Studios. Trò chơi có 20 nhiệm vụ với góc nhìn là đẳng cấp với lối chơi chiến thuật. Phiên bản Sega Genesis của Commandos: Behind Enemy Lines với 5 nhiệm vụ đầu tiên cũng được làm bởi trình lập viên homebrew người Nga nhưng thiếu âm thanh và một số tính năng khác của phiên bản PC.

### Biệt kích: Vượt ra tiếng gọi của nhiệm vụ
Biệt kích: Vượt ra tiếng gọi của nhiệm vụ hay Commandos: Beyond the Call of Duty (CBTCOD), một set nhiệm vụ biệt kích mới ban hành như một trò chơi khác được ra mắt vào ngày 31 tráng 3 năm 1999. Mặc dù ngắn hơn Behind Enemy Lines nhưng nó khó hơn kèm theo các cấp độ ở quy mô lớn nhiều đến mức có thể so sánh với những thứ thấy trong Commandos 2. Trò chơi có 8 nhiệm vụ với nhiều địa điểm bao gồm Nam Tư và Hy Lạp.

### Biệt kích 2: Những người đàn ông can đảm
Bài chi tiết: Biệt kích 2: Những người đàn ông can đảm
Một phần tiếp theo được ra mắt vào năm 2001 đã được làm lại với phiên bản 3D khiến cho việc tương tác thuận tiện hơn, thêm kĩ năng cho đội biệt kích và thêm nhân vật mới. Giống như phiên bản trước, nó được lấy cảm hứng rất nhiều trong những bộ phim chiến tranh và tiêu đề của từng màn chơi được lấy cảm hứng từ phim "Cầu sông Kwai" và "Giải cứu binh nhì Ryan". Trò chơi được nhận được lời khen lớn.
Một vài nhân vật mới được thêm vào trong game: Một tên trộm được gọi là Paul "Lupin" Toledo, một con chó được gọi là Whiskey và Wilson, một phi công bắn hạ và tự xưng là Lữ đoàn ánh sáng.

### Biệt kích 3: Điểm đến Berlin
Bài chi tiết: Biệt kích 3: Điểm đến Berlin
Đây là phần thứ 3 trong loạt trò chơi được ra mắt vào tháng 10 năm 2003. Trong trò chơi, cái lăn chuột có thể dùng để xoay hướng cho thuận lợi hơn với người chơi. Đây là trò chơi đầu tiên trong loạt được sử dụng công nghệ 3D thực sự. Tuy nhiên, trò chơi đã bị chỉ trích vì nhiệm vụ ngắn và thiếu phím tắt.

### Biệt kích: Lực lượng tấn công
Bài chi tiết: Biệt kích: Lực lượng tấn công
Ra mắt vào những tháng đầu năm 2006, trò chơi này đánh dấu sự tiến chuyển từ 3 phiên bản đầu tiên. Mặc dù các nhiệm vụ được đặt ra theo cách tương tự (nhiều vật dụng khác nhau, một số phải cần trộm hoặc vũ lực để lấy được) và phần lớn là người chơi có thể chuyển từ nhân vật này sang nhân vật khác, đây là trò chơi đầu tiên được áp dụng góc nhìn thứ nhất, giống như Medal of Honor hay Call of Duty so với các loạt trò chơi trước.
Trò chơi thu hút một phản ứng tiêu cực quá mức, đặc biệt là với những người hâm mộ của các phiên bản trước mà họ thấy trò chơi này là một sự thay đổi lớn, đồng thời với một sự giảm thiểu lớn trong khó khăn của loạt trò chơi. Cụ thể, nó được kết hợp với yếu tố chiến thuật từ những trò chơi trước với truyền thông chơi trò chơi bắn súng góc nhìn thứ nhất nhưng thay vào đó chỉ gợi ý cho họ và chủ yếu đó là định hướng hành động. Kết quả là cả nhà đánh giá lẫn người hâm mộ đều cảm thấy không có nhiều khoảng cách đầy đặn của những trò chơi tương tự.

## Nhân vật
Có tất cả bảy đơn vị biệt kích chính trong trò chơi:

### 'Butcher' (The Green Beret)
Tên đầy đủ: Jack O'Hara (Jerry 'Tiny' McHale ở một vài phiên bản khác)
Ngày sinh: 10 tháng 10 năm 1909
Nơi sinh: Dublin, Ireland
Anh chàng to béo người gốc Ireland này là nhà vô địch quyền anh quân đội từ năm 1934 đến 1937 bị kết án năm 1938 bởi một tòa án quân sự với 14 năm lao động cưỡng bức sau khi đánh một sĩ quan. Bản án của anh đã bị đình chỉ khi anh tham gia đội biệt kích. Jack được thăng cấp trung sĩ sau cuộc đột kích ở đảo Vaagsö, nơi mà sau khi bị trúng đạn ở tay, anh cắt khỏi đơn vị của mình và không có đạn dược, anh xâm nhập vào một tòa thành chòi và quét sạch 16 binh lính của địch trước khi quay lại với đồng minh.
Đặc điểm nhân vật: Một nhân vật cực kỳ hung bạo, ý thức chiến đấu mạnh mẽ khiến cho Jack trở thành thủ lĩnh của đội biệt kích và dường như anh có thể duy trì tình bạn với tất cả các đồng đội của mình. Anh và Duke không phải là bạn thân của nhau.
Thuộc tính trò chơi: Jack là người to nhất trong đội và sức linh hoạt khiến cho anh đánh, hạ gục và trói kẻ thù rất nhanh. Anh có thể đập hầu hết các cánh cửa, nhảy từ độ cao đáng kinh ngạc, trèo lên cột hoặc đu dọc theo dây. Trong địa hình đầy tuyết hay cát, anh có thể ngụy trang bằng cách dùng một cái xẻng nhỏ khiến cho anh không bị kẻ địch phát hiện. Jack cũng chính là người chạy nhanh thứ hai trong nhóm biệt kích và và sức chịu đựng đáng kinh ngạc ấy khiến anh chịu được những vết thương ngoài da và những phát súng có thể giết chết bất kỳ ai khác. Vũ khí của anh là một con dao, với đôi tay trần và những thứ này trong tay, anh chính là một cỗ máy giết người. Jack cũng được trang bị một thiết bị vô tuyến gọi là mồi nhử. Anh có thể đặt nó gần kẻ thù và dùng bộ điều khiển để kích hoạt, đồng thời cũng gây mất tập trung và tạm thời làm gián đoạn vị trí bảo vệ và tuyến đường tuần tra của kẻ địch. Đây là một trong nhiều cách để nhử kẻ thù vào bẫy.
Jack O'Hara được dựa theo trung tá Blair Mayne, người mà có nhiều đặc điểm giống anh cũng như là một đơn vị biệt kích thời thế chiến II.

### 'Duke' (The Sniper)
Tên đầy đủ: Sir Francis T. Woolridge
Ngày sinh: 21 tháng 3 năm 1909
Nơi sinh: Sheffield, Anh
Con trai quý tử của một gia đình giàu có. Năm 1936, anh đoạt được cúp vàng trong cuộc thi bắn súng ở Thế vận hội Mùa hè. Năm 1940, Duke đã giết chết Tư lệnh đồn trú Đức ở Nariko chỉ bằng một phát bắn từ khoảng cách hơn một dặm. Anh được coi là một trong những tay súng bắn tỉa giỏi nhất thế giới.
Đặc điểm nhân vật: Duke rất ngầu và giỏi tính toán nhưng rất độc lập với những người khác. Anh là một chuyên gia thiện xạ, người cực kỳ hữu ích trong các tình huống cần tàng hình hoặc hạ gục ở tầm xa.
Thuộc tính trò chơi: Duke chỉ có một lượng đạn nhất định trong màn chơi và rất ít khi để tốn đạn. Nhiệm vụ của anh chỉ là dọn đường cho đồng đội bằng cách bắn những kẻ thù ở tầm xa. Sau đó anh sẽ núp sau các vật thể khác để làm nơi trú ẩn, khi đó anh làm vỏ bọc cho những người khác. Duke có thể trèo lên cao để thuận tiện hơn cho việc bắn kẻ thù. Anh là người chữa thương cho cả đội khi Samuel không có trong nhiệm vụ.

### 'Fins' (The Marine)
Tên đầy đủ: James Blackwood
Ngày sinh: 3 tháng 8 năm 1911
Nơi sinh: Melbourne, Úc
Một cựu sinh viên đại học Oxford và Kỹ sư hải quân. Anh là thành viên của đội chèo thuyền Đại học đã giành chiến thắng trong cuộc đua thuyền nổi tiếng thế giới giữa Oxford và Cambridge trong ba năm liên tiếp. James là một vận động viên bơi lội rất giỏi và là người đầu tiên bơi qua English Channel. Năm 1935, anh gia nhập vào Royal Marines. James được thăng chức đội trưởng năm 1936 và bị giáng chức xuống trung sĩ hai năm sau đó do một 'sự cố' trong thời gian dừng chân tại Hawaii. Những vấn đề xa hơn khiến Bộ Tổng tham mưu cho anh lựa chọn bị trục xuất khỏi Hải quân hoặc gia nhập đội biệt kích như một người lính bình thường.
Đặc điểm nhân vật: James rõ ràng là có vấn đề về rượu trong tầm kiểm soát. Anh cũng thích đánh bạc. Kỹ năng làm thủy thủ của anh khiến anh trở nên hữu ích trong bất kỳ nhiệm vụ nào liên quan đến các hoạt động dưới nước.
Thuộc tính trò chơi: James là một chuyên gia được đào tạo cho các nhiệm vụ tấn công dưới nước và đổ bộ. Với súng harpoon và thiết bị lặn của mình, anh có thể lặn hàng giờ dưới nước mà không phải lo lắng về việc mất oxy hoặc về nguy hiểm mà anh có thể gặp phải trên biển. Anh cũng mang theo một cái zodiak (thuyền nổi) để chở những người đồng đội của mình vượt qua sông biển trong nhiệm vụ. Trên mặt đất, James thành thạo với việc ném dao và mang theo một chiếc móc mà anh có thể dùng để trèo lên các tòa nhà, tường và cây cối. Khi anh thu thập được nhiều dao hơn, tỷ lệ nguy hiểm và hiệu quả của anh tăng lên đáng kể.

### 'Fireman' (The Sapper)
Tên đầy đủ: Thomas Hancock (Thomas 'Inferno' Hancock trong một vài phiên bản khác)
Ngày sinh: 14 tháng 1 năm 1911
Nơi sinh: Liverpool, Anh
Năm 1933, anh bắt đầu làm lính cứu hỏa trong đội cứu hỏa ở quê nhà Liverpool. Năm 1934, Thomas tham gia Cơ quan chính phủ high-risk Explosive Department. Năm 1939, anh gia nhập quân đội và năm sau, anh tình nguyện tham gia đội biệt kích. Trong cuộc tấn công vào St. Nazaire, anh chịu trách nhiệm về vụ nổ gây ra một số lượng lớn thương vong trong đồn trú của quân Đức và khiến cho việc lắp đặt trở nên vô dụng. Thomas bị bắt trong chiến dịch này và sau 4 lần trốn thoát trong hai tháng, anh đã trốn thoát và trở về Anh.
Đặc điểm nhân vật: Thomas là một người xuất sắc và táo bạo đến mức có thể bị phát ban. Anh có kiến thức và kinh nghiệm rộng lớn với chất nổ. Kỹ năng đặc biệt của anh là tạo ra chất nổ sử dụng hầu hết mọi loại vật liệu. Anh có lẽ là người nhẹ dạ nhất trong nhóm và tận hưởng một đêm tốt tại quán rượu.
Thuộc tính trò chơi: Một chuyên gia tính toán, đặt và tạo ra chất nổ như bom hẹn giờ và bom điều khiển từ xa, Thomas là thành viên nhận trách nhiệm gây ra sự hủy diệt trên diện rộng. Những thứ mà anh mang theo trong ba lô rất tinh vi nhưng chúng rất nặng, khiến cho anh bị di chuyển chậm. Anh có thể vận hành các vũ khí khác như bazooka, súng phun lửa và máy dò mìn. Thomas có thể phát hiện và hủy kích hoạt bom để sử dụng chúng ở giai đoạn sau. Anh cũng có thể chuẩn bị các bãi mìn ở những khu vực mà binh lính hoặc phương tiện của địch sẽ đi qua, gây ra thiệt hại và sự bối rối của chúng. Bên cạnh chất nổ, Thomas còn mang theo một cái bẫy, có thể được sử dụng không giới hạn thời gian để giết những tên lính đang di chuyển và chúng không hề biết gì.

### 'Brooklyn' (The Driver)
Tên đầy đủ: Samuel Brooklyn (Sid 'Tread' Perkins trong một vài phiên bản khác)
Ngày sinh: 4 tháng 4 năm 1910
Nơi sinh: Brooklyn, Hoa Kỳ
Một cựu thành viên, anh đã bị kết án về tội trộm cắp ô tô, vụng trộm và những trọng tội khác vào năm 1937. Trước khi ngồi tù, anh đã trốn sang Anh với một danh tính mới và được biết đến với cái tên Samuel Brooklyn. Ngay khi các đặc vụ Hoa Kỳ bắt đầu theo đuổi Brooklyn, anh lập tức gia nhập quân đội Anh. Hai năm sau, anh hợp tác với Bộ Ngoại giao để thử nghiệm phương tiện và vũ khí đã đánh cắp từ kẻ thù. Samuel gia nhập vào đội biệt kích năm 1941 bởi sự ấn tượng của Blair Mayne về kiến thức và kỹ năng của anh. Trong một trong những nhiệm vụ đầu tiên của mình, Samuel đã phá hủy tám máy bay chiến đấu của Đức bằng súng máy của xe jeep và sau khi hết đạn, anh đã phá hủy thêm bốn chiếc nữa bằng cách đâm chiếc xe jeep của mình vào chúng. Từ hành động này, anh bị bỏng nặng.
Đặc điểm nhân vật: Samuel là một nhân vật rất đáng tin cậy. Mặc dù anh không có mối quan hệ tốt với các đồng đội của mình, nhưng kiến thức với khả năng lái xe và sửa chữa tất cả các loại phương tiện giao thông trên đất liền đã chứng tỏ anh là một thành viên xứng đáng của đội biệt kích.
Thuộc tính trò chơi: Mục đích chính của Samuel trong mỗi nhiệm vụ là lái các loại xe khác nhau trong từng màn chơi. Anh trở nên hữu dụng nhất khi có nhiệm vụ lái xe tải để thoát hiểm cho cả đội khi nhiệm vụ hoàn thành. Trong nhiệm vụ, Samuel rất hữu dụng trong việc điều khiển các khẩu pháo và súng máy của Đức. Anh cũng được trang bị một khẩu súng tiểu liên bắn một phát ba vòng vào bất kỳ kẻ thù nào. Tuy nhiên, nó cũng có số lần sử dụng nhất định trong từng màn. Samuel cũng là người chữa thương cho cả đội. Trong Commandos 2, Samuel có thể ném nhiều loại lựu đạn khí khác nhau và molotov. Với sự trợ giúp của Thomas, anh cũng có thể đặt bẫy mìn gây nổ.

### 'Frenchy' (The Spy)
Tên đầy đủ: Rene Duchamp (Rene "Spooky" Duchamp trong một vài phiên bản khác)
Ngày sinh: 20 tháng 11 năm 1907
Nơi sinh: Lyon, Pháp
Năm 1934, Duchamp gia nhập Cơ quan Mật vụ Pháp và từ năm 1935 đến 1938, ông là giám đốc an ninh tại Đại sứ quán Pháp ở Berlin. Sau cuộc xâm lược của Đức năm 1940, Rene tham gia kháng chiến. Ngay sau khi được đội biệt kích liên lạc về, ông trở thành một phần của đội. Kể từ đó, Rene đã hợp tác thường xuyên với họ trong các hoạt động đặc biệt, tham gia vào nhiều vụ phá hủy và nhận trách nhiệm phá hủy ít nhất ba đoàn tàu, mười bốn xe tăng và hơn năm mươi phương tiện giao thông đường bộ. Thông tin của ông về quân đội Đức là điều cần thiết cho Cơ quan Mật vụ Anh.
Đặc điểm nhân vật: Rene có tính hòa đồng và rất giỏi trong việc trò chuyện. Ông có một cảm giác căm thù tuyệt đối với Đức Quốc Xã. Rene có những kỹ năng học được khi còn ở Sở Mật vụ đã khiến ông trở thành chuyên gia về truyền thông, kỹ thuật xâm nhập và phá hủy và có bản năng bắt chước tự nhiên có thể mang lại cho ông biệt danh khác là "Spooky". Ngoài tiếng Pháp, ông có thể nói tiếng Anh, Đức, Nga và Ý rất trôi chảy.
Thuộc tính trò chơi: Bằng việc nói trôi chảy 5 thứ tiếng, Rene có thể xâm nhập vào hàng ngũ kẻ thù bằng cách trộm đồng phục của chúng, tuyên truyền hoặc ra lệnh giả cho binh lính địch. Cách tấn công của Rene gồm chuyển động im lặng và thận trọng, ông cũng sử dụng lực tối thiểu nếu có thể. Rene có khả năng mặc đồng phục của kẻ thù trong một khoảng thời gian vô hạn, hoặc cho đến khi một người lính cấp cao nhìn thấy qua vẻ bề ngoài của ông. Vũ khí của ông là một ống tiêm chứa thuộc độc gây chết người mà có thể khiến ông giết chết kẻ thù trong im lặng. Rene có thể nâng vác xác chết kẻ thù đem giấu để tránh chúng bật còi báo động. Rene cũng là người chữa thương khi Samuel và Duke không có trong nhiệm vụ.

### 'Lupin' (The Thief)
Tên đầy đủ: Paul Toledo
Ngày sinh: 1 tháng, 1918
Nơi sinh: Paris, Pháp
Paul là một đơn vị bổ sung gần đây cho đội biệt kích. Anh lớn lên trong một trại trẻ mồ côi ở ngoại ô Paris. Paul đã bỏ trốn năm 8 tuổi từ trại trẻ mồ côi rồi gia nhập một băng nhóm trẻ trộm cắp. Hai năm sau vào năm 1928, anh bị bắt và đưa vào nhà tạm giam. Sau nhiều năm, Paul quyết định chọn nghề phạm tội là một tên trộm chuyên gia. Năm 1940, anh lấy trộm vali của Rene Duchamp, nghĩ rằng ông là một sĩ quan Đức. Paul ngạc nhiên khi tìm thấy những tài liệu quan trọng bên trong chiếc vali và quyết định đặt chúng vào tay kháng chiến Pháp. Sau lần đó, anh được Duchamp mời tham gia đội biệt kích và đã được giúp đỡ rất nhiều kể từ đó.
Thuộc tính nhân vật: Với việc là người trẻ nhất và nhanh nhất trong đội biệt kích, Paul luôn trầm tính, ít nói và nhu mì. Vì lòng trung thành của mình, anh đã sớm có được tình bạn của các đồng đội. Với thân hình nhỏ bé, anh có thể vượt qua hàng ngũ kẻ thù thông qua con đường mà những người khác không thể đi được. Paul đã thành thạo một số hình thức võ thuật khiến anh hạ gục kẻ thù mặc dù kích thước nhỏ bé của mình, và anh thích rình rập và trộm đồ của binh lính địch.
Thuộc tính trò chơi: Paul không xuất hiện trong Commandos: Behind Enemy Lines và bản mở rộng Commandos: Beyond the Call of Duty. Tầm vóc nhỏ bé của Paul được bù đắp nhiều hơn bởi sự nhanh nhẹn của anh khi tiếp cận các khu vực nhỏ, đột nhập vào nhà, trèo cột, đu dây, trèo tường, ẩn nấp, lựa ổ khóa và một loạt các tài năng khác. Anh có khả năng mở mọi loại két sắt. Trong Commandos 3, Paul được ban cho khả năng âm thầm giết kẻ thù bằng dây đàn piano. Anh là người chạy nhanh nhất đội biệt kích.

### 'Lips' (The Seductress)
Tên đầy đủ: Natasha Nikochevski (Natasha Van der Zand trong Commandos: Beyond the Call of Duty)
Ngày sinh: 20 tháng 10 năm 1913
Nơi sinh: Kiev, Đế quốc Nga
'Lips' là biệt danh của Natasha Van Der Zand, một tiếp xúc viên người Hà Lan xuất hiện lần đầu tiên trong Commandos: Beyond the Call of Duty. Tuy nhiên, trong Commandos: Men of Courage, tên của cô được đổi thành Natasha Nikochevski và nơi sinh của cô là Kiev, Liên Xô
Khả năng duy nhất của Natasha là đánh lạc hướng với ngoại hình tự nhiên,nói trôi chảy được hai thứ tiếng Đức và Nhật, quần áo gợi cảm và son môi. Cô có thể xử lý súng bắn tỉa hiệu quả và có thể đi lại tự do trước mặt quân lính, cô sẽ bị tấn công nếu bị chỉ huy địch phát hiện. Nhân vật này không được sử dụng nhiều trong trò chơi.

### 'Whiskey' (The Dog)
Whiskey là một con chó sục, được tìm thấy cùng với một đồng đội bị thương ở The Night of the Wolves trong Commandos 2: Men of Courage. Đội biệt kích đã quyết định chăm sóc nó khi người chủ của nó qua đời.
Whiskey là lý tưởng để chuyển vật phẩm giữa các thành viên trong đội, bởi vì nó có thể di chuyển nhanh chóng và binh lính địch sẽ không tấn công nó. Để gọi Whiskey thì chỉ cần một tiếng còi cao. Whiskey đã được huấn luyện để chạy tới chỗ bọn lính và sủa ầm ĩ, khiến chúng mất tập trung trong một khoảng thời gian nhỏ. Thomas được hưởng khả năng lợi ích rất lớn của Whiskey để đánh hơi mìn một cách nhanh chóng.
Whiskey có thể chạy xung quanh với tốc độ rất nhanh hoặc được mang theo bởi đội biệt kích. Tuy nhiên, nó không thể đi xa khỏi người gần nó trước đó. Nó có thể được gọi từ một khoảng cách rất xa bởi tiếng còi, trừ khi có thang hoặc cửa trên đường.

## Âm nhạc
Nhạc trò chơi Commandos đầu tiên được sáng tác bởi David Garcia-Morales Inés và nhạc các tựa game tiếp theo khác được thực hiện bởi Mateo Pascual. Mỗi trong số năm bản nhạc được cung cấp trên iTunes và Amazon.

## Mods
Sau khi ngừng sản xuất bởi Pyro Studios, rất nhiều bản mod được phát hành bởi người hâm mô. Biệt kích: Tấn công trong con đường hẹp hay Commandos: Strike in Narrow Path là một bản mở rộng độc lập của Commandos: Behind Enemy Lines gồm 9 nhiệm vụ và được phát hành lần đầu vào năm 2010.[2] Biệt kích 2: Điểm đến Paris hay Commandos 2: Destination Paris điều chỉnh lối chơi của Commandos 2: Men Of Courage và thêm hơn 100 nhiệm vụ vào trò chơi cơ bản.[3]

## Tiếp nhận
| Trò chơi                           | Năm  | Đánh giá                      | Tạo hình                   |
| ---------------------------------- | ---- | ----------------------------- | -------------------------- |
| Commandos: Behind Enemy Lines      | 1998 | (PC) 81%                      | –                          |
| Commandos: Beyond the Call of Duty | 1999 | (PC) 79%                      | –                          |
| Commandos 2: Men of Courage        | 2001 | (PC) 85% (PS2) 71% (Xbox) 75% | (PC) 87 (PS2) 67 (Xbox) 67 |
| Commandos 3: Destination Berlin    | 2003 | (PC) 75%                      | (PC) 72                    |
| Commandos: Strike Force            | 2006 | (PC) 64% (PS2) 62% (Xbox) 63% | (PC) 62 (PS2) 58 (Xbox) 62 |

## Tương lai
Theo các nguồn tin trong ngành công nghiệp game, loạt trò chơi này đã được Kalypso Media mua lại. Họ dự định xuất bản nhiều trò Commandos mới.[20]